# Huanímaro
Huanímaro é um município do estado de Guanajuato, no México.